# Biała (powiat wejherowski)
Biała (kaszb. Biôła) – osada leśna w Polsce położona w województwie pomorskim, w powiecie wejherowskim, w gminie Wejherowo. Leży na północno-wschodnim obrzeżu Trójmiejskiego Parku Krajobrazowego przy drodze wojewódzkiej nr 224. 
Miejscowość jest częścią składową sołectwa Sopieszyno. Na zachód od miejscowości znajduje się rezerwat Lewice.
W latach 1975–1998 miejscowość administracyjnie należała do województwa gdańskiego.